# Vandercook Lake (Míchigan)
Vandercook Lake es un lugar designado por el censo ubicado en el condado de Jackson en el estado estadounidense de Míchigan. En el Censo de 2010 tenía una población de 4721 habitantes y una densidad poblacional de 377,31 personas por km².

## Geografía
Vandercook Lake se encuentra ubicado en las coordenadas 42°11′29″N 84°23′8″O / 42.19139, -84.38556. Según la Oficina del Censo de los Estados Unidos, Vandercook Lake tiene una superficie total de 12.51 km², de la cual 11.84 km² corresponden a tierra firme y (5.34%) 0.67 km² es agua.

## Demografía
Según el censo de 2010, había 4721 personas residiendo en Vandercook Lake. La densidad de población era de 377,31 hab./km². De los 4721 habitantes, Vandercook Lake estaba compuesto por el 95.26% blancos, el 1.29% eran afroamericanos, el 0.23% eran amerindios, el 0.21% eran asiáticos, el 0% eran isleños del Pacífico, el 0.74% eran de otras razas y el 2.27% pertenecían a dos o más razas. Del total de la población el 2.27% eran hispanos o latinos de cualquier raza.